# Aalborg Portland Park
Aalborg Portland Park (også kendt som Aalborg Stadion og Energi Nord Arena), er et fodboldstadion i Aalborg Vestby og hjemsted for  AaB.
Tilknyttet til selve fodboldarenaen er tre sportshaller hvor der dyrkes håndbold, indefodbold, volleyball, basketball, badminton og gymnastik. 
Nær Aalborg Stadion ligger svømmehallen Haraldslund.

## Historie
I 1914 efterlod spritbrænder Harald Jensen Aalborg Kommune et grundstykke, hvor det nuværende stadion ligger, med ønsket om at det ville blive brugt til idrætsudfoldelser i offentligt øjemed. Grunden inkluderede seks tønder land, have og park.
De muligheder, der lå i arven, blev efter et par år udnyttet af topidrætsmanden og olympiadedeltager, Eugen Schmidt, i forbindelse med sin nystartede stiftelse, Samvirkende Idræts-Foreninger Aalborg (SIFA).
I 1920 indviedes Aalborg Stadion, og i de kommende år begyndte byens store politikere at få øjnene op for anlæggets virkelige værdi. Allerede i 1927 forstod man de langsigtede muligheder. En tribune med 300 siddepladser, omklædningsfaciliteter og små mødelokaler blev opført, og en rund cindersbane anlagt. I 1937 kom endnu en tribune med ståpladser. Tribunen brændte den 12. juni 1960, og branden var anledning til, at byen fik et moderne stadion, bygget i beton og med plads til 20.000 tilskuere. 
I 1963 blev den første af de tre sportshaller bygget, og de andre fulgte i 1986 og 1991.
I 2002 blev fodboldstadionet renoveret. I den forbindelse blev bl.a. alle tribuner overdækkede (tidligere var kun sidetribunerne overdækkede).

## Fodboldstadion
Aalborg Stadion i en ny og ombygget udgave åbnede i 2002. Stadion har en tilskuerkapacitet på 13.600 (8.600 siddepladser). Ved internationale kampe ændres tilskuerkapaciteten til 10.500 (alle siddepladser) af sikkerhedsmæssige årsager. Fodboldbanen er 105 x 68 meter. I forbindelse med forberedelserne til U-21 Europamesterskabet i fodbold 2011 blev der investeret ca. 10 mio. kr. i nyt lysanlæg med master og projektører, der kan lyse 1.400 lux. De gamle kunne lyse 1.170 lux.Der blev anlagt en hybridbane i august 2020.
Den 20. november 2007 solgte AaB Fodbold rettighederne til navnet på Aalborg Stadion til Energi Nord, hvorefter stadionets navn blev Energi Nord Arena indtil sponsoraftalens udløb den 31. december 2011. Efterfølgende overtog Nordjyske Medier sponsoratet, således at stadionet i første omgang hed Nordjyske Arena frem til 31. december 2014.
Denne aftale mellem Nordjyske og AaB udløb ved udgangen af 2016, da Nordjyske ikke ønskede at forlænge sponsoratet, hvorfor at stadionet skulle have et andet navn. Den 10. marts 2017 blev det offentliggjort, at stadionet skiftede navn til Aalborg Portland Park grundet navnesponsorart af cementproduktionsvirksomheden Aalborg Portland.

### Tribuner
| Tribune | Navn                 | Siddepladser | Ståpladser | Bemærkning            |
| ------- | -------------------- | ------------ | ---------- | --------------------- |
|         | Spar Nord Tribunen   |              | 4.000      |                       |
|         | Complea Tribunen     | 4.963        |            |                       |
|         | 3F Tribunen          | 1.020        | 1.480      | Udebaneafsnit (1.000) |
|         | A. Enggaard Tribunen | 2.652        | -          |                       |

## Stadionhaller

### Hal 1
Hal 1 er en opvisningshal til forskellige idrætsgrene: håndbold, volleyball, basketball, tennis, badminton osv. Hal 1 er opført i 1962 og renoveret i 2000. 
Der er plads til 1.800 tilskuere heraf (700 siddepladser). 
Lysanlægget kan lyse optil 1.400 lux m/lysdæmper og der er permanent lydanlæg.
Banen kan fx indrettes til 1 håndboldbane, 1 indefodboldbane, 3 volleybaner + 1 på langs, 1 basketballbane på langs, 6 badmintonbaner.
Hal 1 har med sine faciliteter mulighed for at danne ramme om såvel nationale som internationale kampe og stævner. Hal 1 danner blandt andet ramme om hjemmekampene for: HIK(volleyball), ABK(basketball), IK 1919(håndbold)

### Hal 2
Hal 2 er en alm. træningshal opført i 1986. Hallen er Ikke beregnet til tilskuere. Lysanlægget er på 270 lux og der er et permanent lydanlæg.
Hallen kan fx benyttes som: 1 håndboldbane, 1 indefodboldbane, 3 volleyballbaner, 2 basketballbaner til træning + 1 på langs eller 5 badmintonbaner.

### Hal 3
Hal 3 er en gymnastikhal, som bliver brugt til træning og turnering. Til hal 3 er der et styrketræningscenter, samt et vægtløftningscenter forbeholdt eliteklubberne i Aalborg.
Hal 3 er opført i 1991 og er ikke beregnet til tilskuere.
Hallens lysanlæg giver 300 lux.

## Tilskuere
Antal tilskuere gennemsnitligt pr. sæson i Superligaen
| Sæson   | Gennemsnit | +/-    |
| ------- | ---------- | ------ |
| 1991    | 6.774      |        |
| 1991-92 | 7.559      | 12,1%  |
| 1992-93 | 6.206      | -17,9% |
| 1993-94 | 5.172      | -16,7% |
| 1994-95 | 9.765      | 88,8%  |
| 1995-96 | 7.842      | -19,7% |
| 1996-97 | 7.999      | 2,0%   |
| 1997-98 | 6.904      | -13,7% |
| 1998-99 | 10.224     | 48,1%  |
| 1999-00 | 8.424      | -17,6% |

| Sæson   | Gennemsnit | +/-    |
| ------- | ---------- | ------ |
| 2000-01 | 6.557      | -22,2% |
| 2001-02 | 7.114      | 8,5%   |
| 2002-03 | 7.826      | 10,0%  |
| 2003-04 | 7.645      | -2,3%  |
| 2004-05 | 7.903      | 3,4%   |
| 2005-06 | 6.823      | -13,7% |
| 2006-07 | 8.611      | 26,2%  |
| 2007-08 | 8.945      | 3,9%   |
| 2008-09 | 7.168      | -19,9% |
| 2009-10 | 7.517      | 4,9%   |

| Sæson    | Gennemsnit | +/-    |
| -------- | ---------- | ------ |
| 2011-12  | 7.381      | 5,6%   |
| 2012-13  | 6.896      | -6,6%  |
| 2013-14  | 8.480      | 23,0%  |
| 2014-15  | 6.881      | -18,9% |
| 2015-16  | 7.280      | 5,8%   |
| 2016-17  | 5.902      | -18,9% |
| 2017-18  | 5.438      | -7,9%  |
| 2018-19  | 5.663      | 4,1%   |
| 2019-20* | 3.873      | -31,6% |
| TOTAL    | 7.552      |        |